# 10358 Kirchhoff
A 10358 Kirchhoff (ideiglenes jelöléssel 1993 TH32) a Naprendszer kisbolygóövében található aszteroida. Eric Walter Elst fedezte fel 1993. október 9-én.
Nevét Gustav Robert Kirchhoff (1824 – 1887) német fizikus után kapta.